# Holzheim (Donau-Ries járás)
Holzheim település Németországban, azon belül Bajorországban. Lakosainak száma 1198 fő (2023. december 31.).

## Népesség
A település népessége az elmúlt években az alábbi módon változott:
| Lakosok száma | 1012 | 348  | 1118 | 1130 | 1134 | 1147 | 1180 | 1159 | 1181 | 1198 |
|               | 1970 | 1975 | 2011 | 2012 | 2014 | 2015 | 2017 | 2019 | 2022 | 2023 |